# Alfaroa mexicana
El cedrillo o palo cedrillo (Alfaroa mexicana) es una especie de planta perteneciente a la familia Juglandaceae. Se trata de un árbol de hasta 35 m de altura, con las hojas compuestas, constituidas por hojas más pequeñas denominadas foliolos, de textura dura y forma elíptica. Las flores masculinas y femeninas se encuentran agrupadas en inflorescencias denominadas amentos (flores masculinas) y panículas (flores femeninas). Los frutos son secos, alcanzan hasta 5.5. cm de longitud, y son de forma elipsoide.

## Clasificación y descripción
Es un árbol que alcanza 35 a 40 m de altura, con un tronco de 1 a 2 m de diámetro con corteza rosada a castaño rojiza y madera amarilla. Hojas decusadas pinnadas con raquis de 13 a 26 cm de longitud y 8 a 18 folíolos. coriáceos, elípticos, oblongo lanceolados, hasta 7.5-17.5 cm de largo, base asimétrica, indumento en el envés de la hoja, peciolulos 4-8 mm longitud. Monoico, amentos masculinos en inflorescencias masculinas, amentos femeninos en panículas, con inflorescencia terminal o lateral, con una panícula andrógina, con espiga central pestilada y flores amarilla. Ovario ínfero. El fruto de es un policarpio de 3,9 a 6,2 cm por 2,7 a 3,4 cm, con escamas amarillas en la superficie y contiene una sola semilla rugosa subglobosa, de 3,1 cm por 2,9 cm, color pardo claro.

## Distribución
Esta especie es nativa de México, y se ha encontrado también en Guatemala y Costa Rica. En México se localiza en los estados de Veracruz y Oaxaca.

## Ambiente
Se  desarrolla en bosques mesófilos de montaña, y en selvas altas y selvas medianas perennifolias, en una altitud que va de los 994 a 2500 m s. n. m., con una precipitación de 1182 mm de lluvia anual, suelos de tipo acrisol, en geoformas correspondientes a laderas, mesetas y planicies.

## Estado de conservación
Esta especie se encuentra amenazada debido al pequeño territorio que ocupa el bosque mesófilo de montaña: menos del 1% del territorio mexicano, y aunque las selvas altas perennifolias ocupan un territorio diez veces mayor, el cambio en el uso del suelo también representa una amenaza real y grave a este tipo de hábitat. Se encuentra listada en la NOM-059-SEMARNAT-2010 en la categoría Sujeta a Protección Especial (Pr). En la Unión Internacional para la Conservación de la Naturaleza (UICN) aparece bajo la categoría de Vulnerable (VU). En México, al ser una especie amenazada, su manejo se halla regulado bajo el Código Penal Federal, la Ley General del Equilibrio Ecológico y Protección al Ambiente, y la Ley General de Vida Silvestre.

## Usos
Se utiliza como sombra en plantaciones de café.